# 생츄어리 레코드
생츄어리 레코드 그룹 리미티드(Sanctuary Records Group Limited)는 영국에 본사를 둔 음반사이며 2013년 기준으로 BMG 라이츠 매니지먼트의 자회사로, 재발급 전용이다. 2007년 6월까지 영국에서 가장 큰 독립 음반사이자 세계 최대의 음악 매니지먼트 회사였다. 이는 또한 16만 곡 이상의 노래를 가지고 있는 세계에서 가장 큰 음악 지적 재산권 소유주이기도 했다.

## 역사
이 회사는 1979년 케임브리지 트리니티 칼리지에서 학부생으로 만난 로드 스몰우드와 앤디 테일러가 설립했다. 1979년, 그들은 런던의 한 술집에서 아이언 메이든을 발견했고 계속해서 그룹을 운영했다. 그들은 1980년에 싱글로 발매된 이 밴드의 노래 〈Sanctuary〉를 따라 음반 회사를 이름 지었고, 이후 1980년 그들의 유명무실한 데뷔 음반의 재발행 CD 버전뿐만 아니라 미국 언론에도 포함시켰다.
생츄어리 레코드는 오랜 경력과 꾸준한 팬 층을 가진 역사적으로 아티스트들과 계약을 맺었다.
1989년부터 1991년까지 좀바 그룹의 공동 소유였는데, 좀바 그룹의 음악 출판 부문은 2001년에도 아이언 메이든의 음악을 보유하고 있었다.
1994년에 이 회사는 다양해졌다. 새로운 미디어의 관심사 중에는 시나리오 작가이자 프로듀서인 레이먼드 톰슨과의 합작 사업이 포함되었으며, 이 합작 사업은 클라우드9 스크린 엔터테인먼트 그룹으로 발전했다.
아이언 메이든의 백 카탈로그는 2002년 미국의 컬럼비아/SME 레코드와 함께 생츄어리에서 재발행되었다.